# Титулярный епископ
Титулярный епископ (лат. episcopus titularis) — титул некоторых епископов в католичестве и православии.
Впервые епископы, не имеющие власти над конкретными епархиями, появились после Первого Никейского собора, который разрешил епископам, вернувшимся в общение с Церковью из ереси, сохранить достоинство епископов, но без власти над конкретными поместными церквями. Особое распространение титулярные кафедры получили в период завоевания мусульманами территорий Ближнего Востока и Северной Африки, на которых до этого существовали христианские епархии. Многие христианские епископы с этих территорий бежали в Европу и принимались местными епископами в качестве помощников.

## В католичестве
Титулярный епископ — титул католических епископов, которые имеют епископский сан без соответствующей ему юрисдикции. В Католической церкви данная практика была утверждена Вьеннским и Тридентским соборами. Первоначально такие епископы назывались «епископами в странах неверных», в 1882 году папа Лев XIII переименовал их в «титулярных епископов».
Практика назначать епископов на несуществующие кафедры имеет в основании своём тот принцип, что церковная кафедра юридически не считается прекратившей своё существование даже после её физического устранения в ходе исторического процесса, хотя для епископа фактически занять её и невозможно. Папа такими назначениями как бы охраняет свои права на некогда существовавшие епархии.
В современной практике Католической церкви титулярными епископами являются:
- викарные епископы (епископы-помощники) и епископы-коадъюторы, которые помогают правящему епископу в управлении епархией[3];
- папские нунции;
- руководители дикастериев Римской курии, не являющиеся кардиналами[1];
- лица, возведённые в епископский сан, но являющиеся ординариями церковных единиц, не имеющих статуса епархии (апостольские администратуры, апостольские викариаты, территориальные прелатуры, военные ординариаты и др.);
- кардиналы-епископы субурбикарных епархий, которые носят титул одной из этих епархий, в то время как реальное управление ими осуществляется местными епископами[1].

### Титулярные патриархаты
Кроме титулярных епископских кафедр, в католической церкви существуют и титулярные патриархаты, например, Патриархат Западной Индии и титулярный католический Патриархат Антиохии (не следует путать с православным Антиохийским патриархатом). Титул «предстоятеля» этих патриархатов по желанию папы может быть пожалован любому отличившемуся епископу.
C 2019 года титулярные престолы больше не назначаются новым апостольским викариям.

## В православии
В Православной церкви титулярный епископ — это епископ, не имеющий собственной епархии (не правящий) и помогающий епархиальному архиерею. Титулярный епископ отличается от викарного. Викарий носит титул реального города в пределах епархии, епископу которой он подчинён, и периодически может (и должен) осуществлять там богослужения, тогда как титулярный носит исторический титул города, который или уже не существует, или находится на неправославной территории, куда этот епископ не может попасть. Иногда эти два термина употребляют как синонимы.